# Cắt Mauritius
Cắt Mauritius (danh pháp hai phần: Falco punctatus) là một loài chim lá thuộc chi Cắt trong họ Cắt. Loài này phân bố ở Mauritius. Nó có thể đạt đến kích thước từ 26 và 30,5 cm. Trọng lượng là 250 gram. Con trống nhỏ hơn co mái. Sải cánh dài khoảng 45 cm và cánh tròn, không giống như những chim cắt. Tuổi thọ là 15 năm trong điều kiện nuôi nhốt. Cắt Mauritius săn mồi bằng các chuyến bay ngắn và nhanh chóng qua các khu rừng. Là loài ăn thịt, ăn tắc kè, chuồn chuồn, ve sầu, gián, dế, con chim nhỏ. 